# Chiesa di Santa Chiara (Chieti)
La chiesa di Santa Chiara è una chiesa di Chieti, situata a metà di via Arniense. Si tratta di una rettoria, cioè una chiesa non sede di parrocchia ma comunque significativa. Costruita a partire dalla metà del Seicento ma effettivamente decorata e arricchita nel Settecento e nell'Ottocento, presenta una notevole quantità di pregiati stucchi barocchi, un organo di Adriano Fedri e alcune tele di discreto valore. Il suo rettore è don Luigi Gentile.

## Storia
L'ordine delle Clarisse a Chieti è documentato dal XIII secolo; la prima sede monastica era nell'attuale ex convento dei Cappuccini di San Giovanni Battista, in via Addolorata. Successivamente, essendo la struttura periferica, verso Porta Sant'Anna, avendo rischiato il saccheggio turco del 1566, le monache decisero di trasferirsi più dentro le mura, comperando con l'aiuto della famiglia dei Valignani il monastero di Santo Spirito dei Celestini, che fu riadattato.
La chiesa viene edificata a partire dal 1644 quando, il 18 aprile di quell'anno, l'arcivescovo Stefano Sauli pone la prima pietra, grazie alle elemosine dei fedeli e di alcune nobili badesse teatine, soprattutto suor Maria Giacinta Valignani. La chiesa sorge a fianco del nuovo convento delle clarisse, oggi trasformato in caserma dei carabinieri, costruito in località Santo Spirito dopo che, nel 1557, le suore furono costrette a cedere il vecchio monastero ai frati Cappuccini. Nel giugno 1720 gran parte della costruzione era compiuta e la chiesa viene consacrata, come testimonia l'iscrizione all'ingresso, dall'Arcivescovo Vincenzo Capece alla presenza della badessa Maria Giacinta Valignani.
I lavori di decorazione con stucchi si svolgono invece tra il 1680 e il 1790, ad esempio per mano dei fratelli Antonio e Giuseppe Piazza dal 1765 in poi. Quasi tutti gli autori degli stucchi, comunque, sono artisti di impronta lombarda, tra i quali vanno segnalati Carlo Piazzola e Alessandro Terzani. Il 16 luglio 1754 viene consacrato il monumentale altare maggiore, arricchito di privilegi da Papa Benedetto XIV e completato con la pala di Giovan Battista Spinelli. Nel 1781 viene eseguita la tela di Santa Teresa d'Avila, firmata da Giovanni Vavini da Chieti. Nel 1793 vengono decorate le prime due cappelle con tele firmate da Severino Galanti, mentre la volta è affrescata nella prima metà dell'Ottocento dal teatino Raffaele Del Ponte.
Negli ultimi anni del Novecento la chiesa subisce un notevole restauro conservativo: il primo intervento della Fondazione Carichieti risale al 1997 con il recupero dell'organo che Adriano Fedri aveva completato nel 1778. Altri lavori hanno interessato il Cristo morto, scultura lignea policroma realizzata nell'Ottocento e il settecentesco pulpito ligneo, installato nel 1724 a spese di monache di casa Valignani. Nel 2004 la chiesa viene riaperta alla devozione dei fedeli dopo tre anni di lavori strutturali, con consolidamento e rifacimento del tetto, e di restauro dei pregiati stucchi barocchi, delle decorazioni pittoriche e delle statue che impreziosiscono sia la navata centrale, sia le cappelle laterali, così come del portone ligneo e del portale in pietra, sormontato da un medaglione recante l'effigie della santa.

## Struttura e opere
La chiesa presenta la struttura conventuale abruzzese tipica del periodo tra Seicento e Settecento. L'impianto è rettangolare, sulla sinistra sorge l'ex convento adibito nel XIX secolo a Caserma dei Carabinieri, da via Clarisse è possibile vedere l'impianto quadrato del chiostro porticato, che disponeva di un orto, poi smantellato.
La facciata della chiesa su via Arniense, è molto semplice, sembrerebbe incompiuta, è divisa da cornice marcapiano, il lato di base ha un portale centrale con il timpano spezzato e lo stemma dell'Ordine delle Clarisse, esso è affiancato da due nicchie cieche, che dovevano ospitare statue.
L'interno è a navata unica, con una volta a botte di copertura e due cappelle per lato, con transetto e una piccola cupola ovale sul presbiterio. I vari stucchi seguono una matrice prevalentemente barocca, seppur con elementi di gusto tardo settecentesco: si possono notare due impronte decorative corrispondenti alle due diverse fasi: quella plastico-scultoreo trova espressione negli altari laterali, mentre quella tardo-barocca si esprime in festoni di ghirlande, decorazioni a trama ed è presente nella cupola sopra l'altare, nelle volte e nel presbiterio. Nella chiesa, come già accennato, sono conservati un Cristo morto, scultura lignea ottocentesca, e un pulpito settecentesco.
Opere:
- Apparato in stucchi dorati e bianchi di Carlo e Antonio Piazzoli lombardi, e Alessandro Terzani da Como, una trabeazione corre per tutto il perimetro, decorata da ornamenti, e ovali che accolgono i ritratti delle monache be delle sante dell'Ordine delle Clarisse; ogni altare laterale è a tabernacolo di gusto classico, sorretto da colonne, e da timpano spezzato, con medaglioni, putti e festoni. La volta a botte lunettata è divisa da archi in campate, con un fastoso apparato decorativo in nervature geometriche che compongono al centro un cerchio con decorazioni a ricami di ventaglio in circonferenza, affiancati  da altri ricami geometrici di contorno. La calotta sferica della pseudo cupola presenta al centro una rosa di decorazioni dorate che circondano la colomba dello Spirito Santo, quattro oculi a pennacchi ospitano gli Evangelisti. La decorazione monumentale interessa anche le cappelle laterali a tempietto, con dei tabernacoli in stucco ornati da cornice ad arco a tutto sesto, inquadrato da due coppie di colonne cilindriche, sorrette da angeli che siedono sopra la trabeazione. La ricca decorazione si sposta anche nei piccoli bracci del transetto, l'ordine segue la nervatura della cornice dell'arco riccamente ornata da fogliame, statue di Santi e Profeti raffigurati nelle forme di guerrieri in stile classico, con al centro in chiave di volta la stella a 8 punte, mentre in cornici rettangolari con gli angoli curvi, sempre ornate da festoni e putti che la sorreggono, ci sono dei dipinti.
- Assunzione della Madonna e Pentecoste: dipinto presso la volta a botte, la Vergine è su una nuvola sorretta da angeli, sopra la tavola dell'Ultima Cena con gli Apostoli.
- Altare maggiore: a tabernacolo, affiancato da due grandi figure a stucco delle Virtù Cardinali, è in scagliola verde, scandito lateralmente da oppia di colonne a capitello corinzio dorato, sovrastate da timpano spezzato, ai cui lati siedono due putti; altri putti reggono un medaglione sovrastante. Al centro il tabernacolo accoglie la pala della Discesa dello Spirito Santo, opera del teatino Giovan Battista Spinelli, circa 1644, sotto il governo della badessa Serafina Valignani.
- Primo altare di destra di Sant'Ignazio: di patronato degli Henrici, come illustra lo stemma in arme, decorazione in stucchi di Carlo Piazzoli; la tela centrale mostra Sant'Ignazio in estasi presso lo Spirito Santo, con accanto San Francesco Saverio; tela di Severino Galanti datata 1793. Ai lati della cappella vi sono due dipinti gemelli a rilievo che mostrano una scena di cornucopie e festoni policromi;
- Pulpito ligneo voluto da Giacinta Valignani, con lo stemma della famiglia Valignani, posto sulla destra dopo la prima cappella. Alla base vi è una nicchia con il busto di Cristo "Ecce homo", del XVIII secolo;
- Altare dell'Immacolata Concezione: decorato a stucchi, in alto una cornice sorretta da angeli, accoglie la tela dell'Apoteosi di Santa Chiara; a sinistra a muro vi è un medaglione che accoglie il dipinto dell'Apparizione della Madonna a Santa Chiara. La nicchia centrale ospita la statua di Maria Immacolata;
- Altare-cappella della Natività di Gesù: ospitato presso un braccio del transetto, sulla destra, è riccamente decorato dagli stucchi, una fascia di angeli, cornucopie, e ornamenti vegetali abbellisce l'arco di accesso; al centro una cornice accoglie la tela della Madonna degli Angeli; l'altare è caratterizzato da tabernacolo a doppia fila di colonne laterali a capitelli corinzi dorati, con due angeli seduti, e due putti che sorreggono la tela superiore di San Nicola vescovo; la tela centrale ospitata è di Giovan Battista Spinelli: Natività di Gesù con San Francesco e San Domenico; alla base del dipinto vi è lo stemma della famiglia De Letto che aveva il patronato della cappella; ai lati della cappella vi sono due medaglioni con cartiglio in marmo, che accolgono due tele delle Sante della purezza: Santa Lucia vergine e Sant'Agnese vergine e martire;
- Altare di Santa Chiara (terzo a sinistra): corrispondente, nel transetto, all'altare della Natività di Gesù, è ugualmente decorato da stucchi di festoni e ornamenti, come il corrispondente, presso l'arco di ingresso in alto accoglie, nella cornice, una tela con due angeli che sorreggono una corona di fiori; la tela di Santa Chiara è di Giovanni Maria Pozza; le due tele laterali illustrano due momenti della vita di Santa Chiara, dalla monacazione, al momento prima della morte;
- Altare di Sant'Antonio di Padova: secondo da sinistra, è decorato riccamente da stucchi e festoni; presso l'arco vi sono due angeli seduti che sorreggono lo stemma dei Valignani; la nicchia centrale accoglie la statua del Santo, ai lati delle pareti vi sono due cornici a stucco con delle tele, uno mostra l'Estasi di Santa Chiara, l'alto Gesù Bambino tra Maria ed Elisabetta;
- Pulpito ligneo: tra la prima e la seconda cappella di sinistra, è in legno decorato e dipinto, alla base ha la sigla SOC con la corona reale. Alla base vi è una nicchia con il gruppo statuario dell'Addolorata col Cristo morto;
- Altare di Santa Lucia: primo da sinistra, è sormontato al centro dell'arco di ingresso, dal motto TU VINCIS IN MARTYRIBUS (tu vinci tra i Martiri), al centro della nicchia vi è la Colomba dello Spirito Santo in stucco dorato, la nicchia accoglie una semplice statua della Santa coi simboli del martirio; ai lati vi sono due stucchi di Piazzoli con due Dottori della Chiesa;
- Organo e cantoria della controfacciata di Adriano Fedri (1778), in legno intagliato e dorato: vi è a rilievo lo stemma della famiglia Celaja duchi di Canosa, che lo finanziò.

## Galleria d'immagini

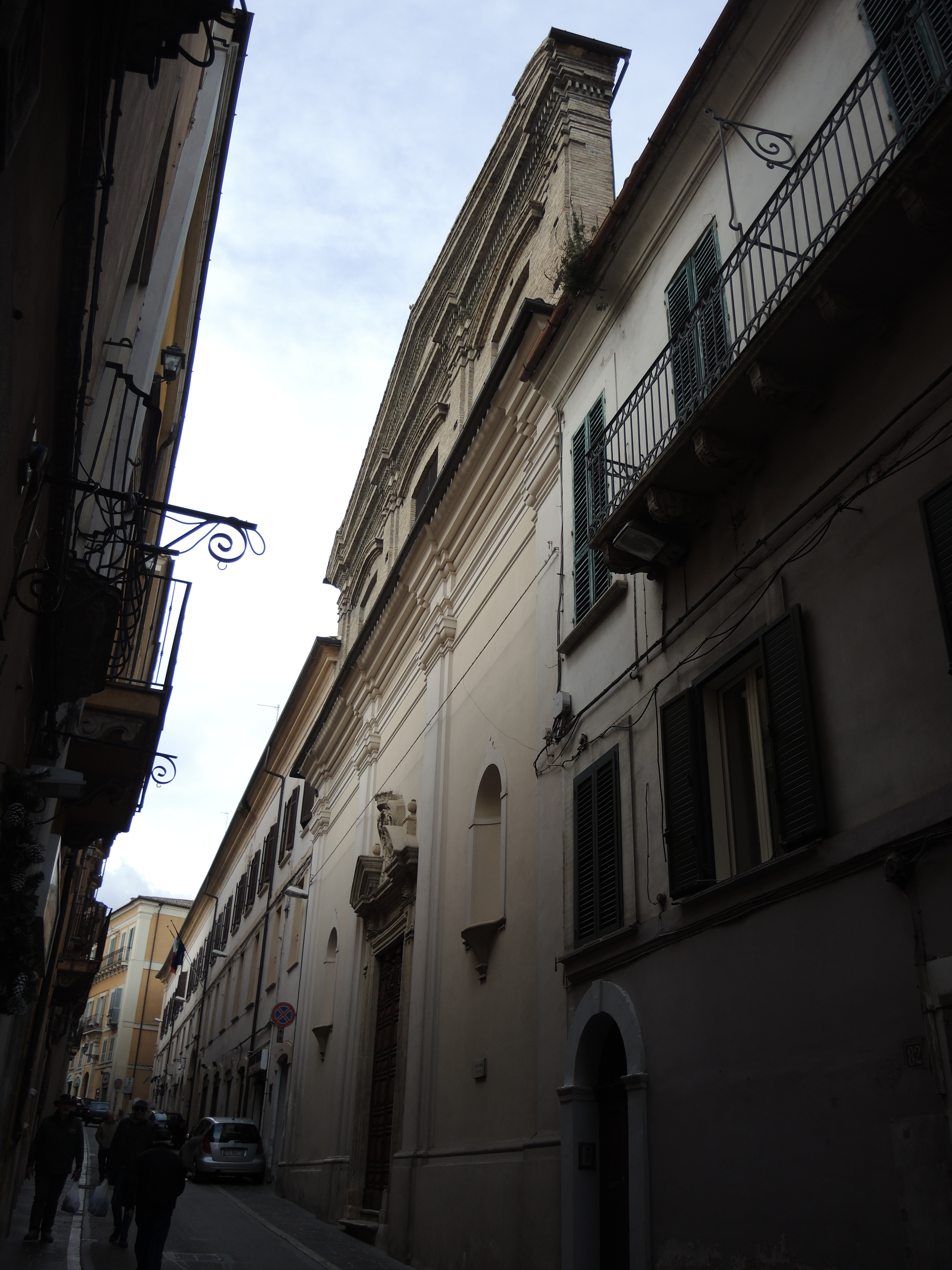
Facciata
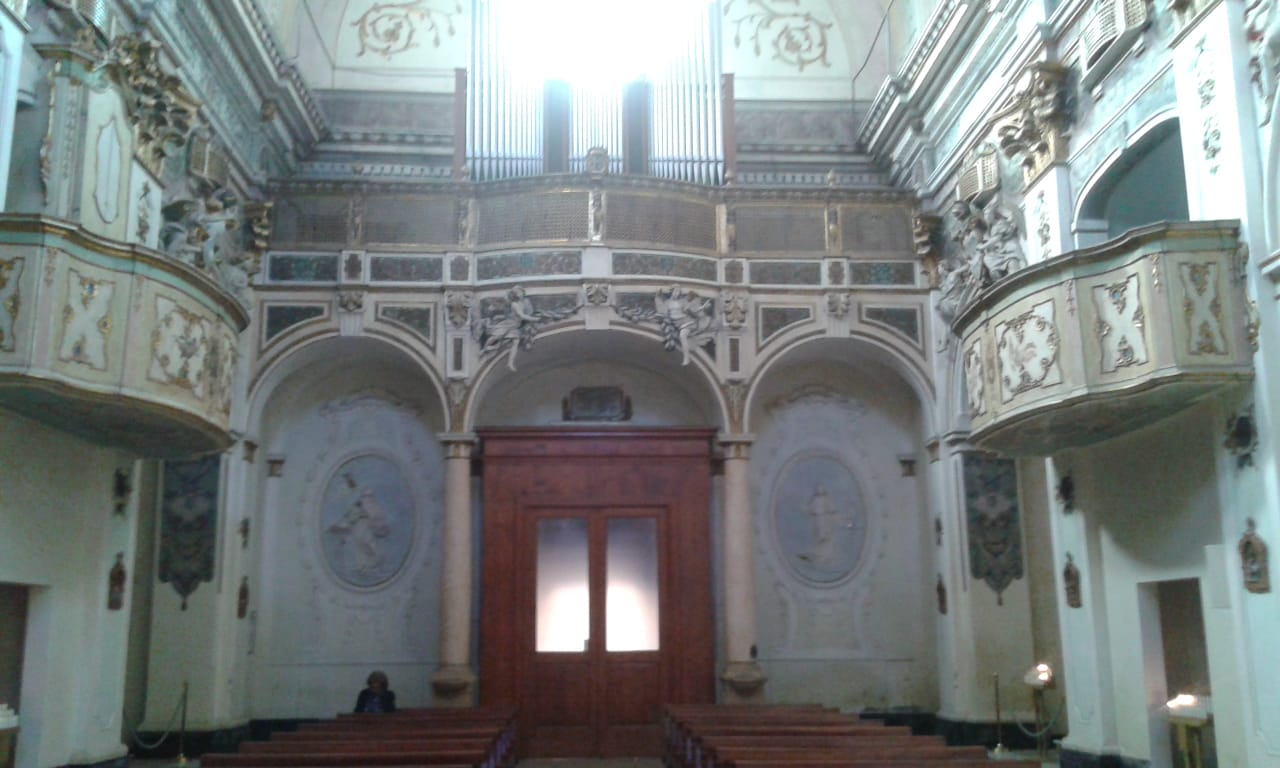
Controfacciata
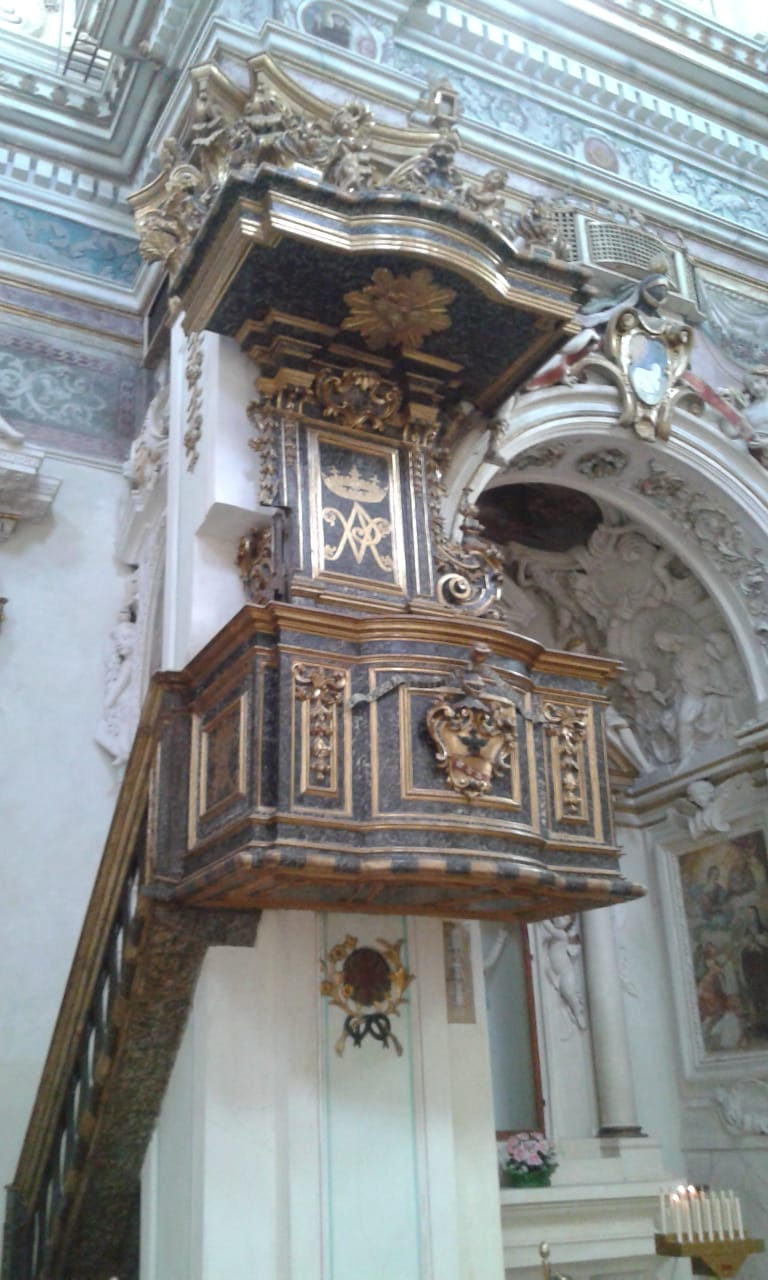
Pulpito
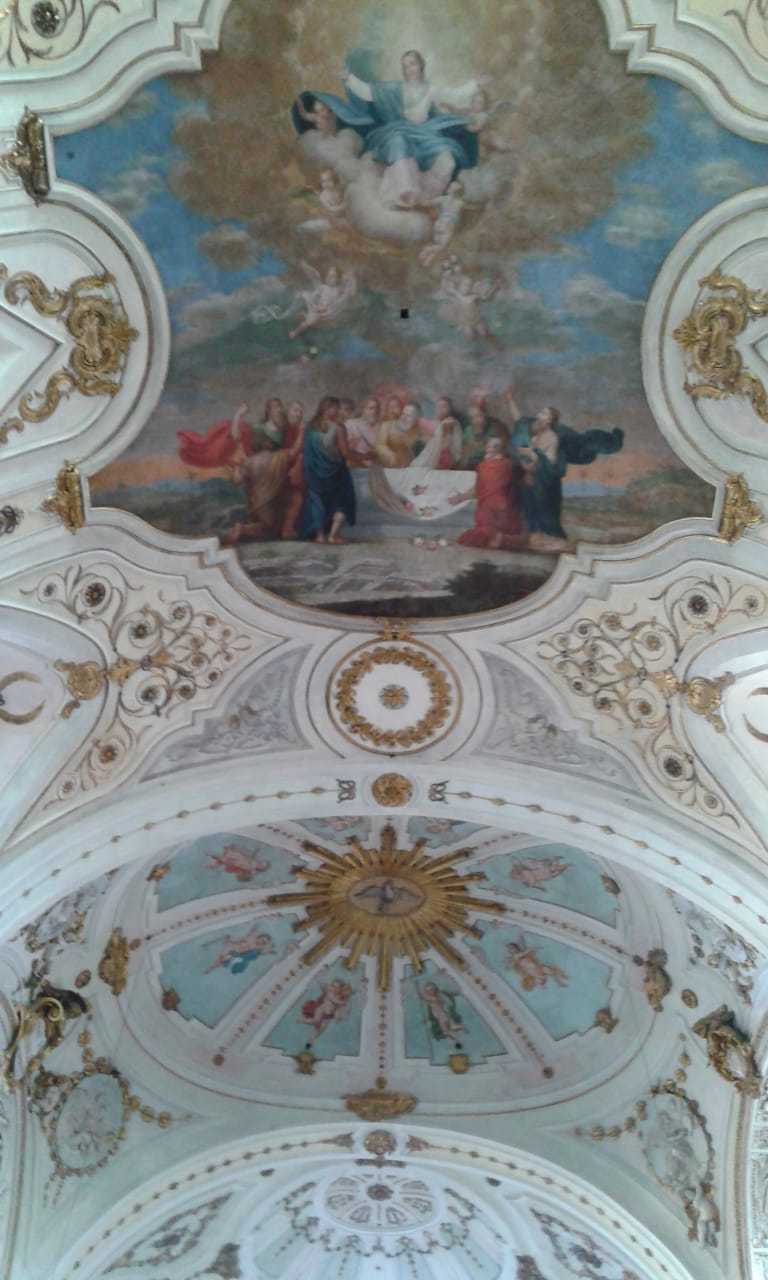
Volta